# Satz von Frobenius (reelle Divisionsalgebren)
Der Satz von Frobenius, 1877 von Ferdinand Georg Frobenius bewiesen, gehört zum mathematischen Teilgebiet der Algebra. Der Satz besagt, dass es bis auf Isomorphie nur drei endlichdimensionale, assoziative Divisionsalgebren über den reellen Zahlen {\displaystyle \mathbb {R} } gibt: {\displaystyle \mathbb {R} } selbst, die komplexen Zahlen {\displaystyle \mathbb {C} } und die Quaternionen {\displaystyle \mathbb {H} }.
Der Satz wurde 1881 unabhängig von Charles Sanders Peirce bewiesen. Der Satz beschränkt die Existenz assoziativer Divisionsalgebren über den reellen Zahlen also auf die Dimensionen 1, 2 und 4. Der Erfinder der Quaternionen, William Rowan Hamilton, hatte lange nach einer solchen Algebra in drei Dimensionen gesucht, was durch den Satz ausgeschlossen wird. Lässt man die Bedingung der Assoziativität fallen und verlangt Kommutativität, bewies 1940 Heinz Hopf, dass die entsprechenden endlichdimensionalen Divisionsalgebren über {\displaystyle \mathbb {R} } maximal die Dimension 2 haben. Es existieren topologische Beweise, dass es Divisionsalgebren über den reellen Zahlen nur mit den Dimensionen 1, 2, 4 und 8 gibt (siehe Divisionsalgebra).
Von diesen drei Divisionsalgebren sind nur die Quaternionen ein Schiefkörper mit einer nicht-kommutativen Multiplikation. Da {\displaystyle \mathbb {R} } und {\displaystyle \mathbb {C} } die einzigen endlichdimensionalen, kommutativen und assoziativen Divisionsalgebren über den reellen Zahlen sind, muss zum Beweis des Satzes von Frobenius gezeigt werden, dass die Quaternionen den einzigen endlichdimensionalen nicht-kommutativen Schiefkörper über {\displaystyle \mathbb {R} } bilden:
Sei {\displaystyle D} ein endlichdimensionaler nicht-kommutativer Schiefkörper über {\displaystyle \mathbb {R} }. Dann gibt es einen {\displaystyle \mathbb {R} }-Algebrenisomorphismus {\displaystyle \mathbb {H} \rightarrow D}.

## Beweis
{\displaystyle \mathbb {C} } ist bis auf Isomorphie die einzige endliche echte Körpererweiterung von {\displaystyle \mathbb {R} }. {\displaystyle D} ist also kein Schiefkörper über {\displaystyle \mathbb {C} } und es gilt {\displaystyle \mathbb {R} =Z(D)} ({\displaystyle Z(D)} bezeichnet das Zentrum von {\displaystyle D}).
Folglich enthält {\displaystyle D} einen maximalen Teilkörper {\displaystyle \mathbb {C} '} mit
{\displaystyle (\dim _{\mathbb {R} }\mathbb {C} ')^{2}=\dim _{\mathbb {R} }D.}
Da {\displaystyle D} nicht-kommutativ ist, gilt {\displaystyle \mathbb {C} '\simeq \mathbb {C} } und {\displaystyle \dim _{\mathbb {R} }D=4}.
Es reicht nun, einen {\displaystyle \mathbb {R} }-Algebrenhomomorphismus {\displaystyle \varphi \colon \mathbb {H} \rightarrow D} anzugeben, denn die Injektivität folgt dann, da {\displaystyle \mathbb {H} } ein einfacher Ring ist, und die Surjektivität folgt aus Dimensionsgründen.
Es ist {\displaystyle \mathbb {C} '=\mathbb {R} \oplus j\mathbb {R} } mit {\displaystyle j^{2}=-1} und {\displaystyle \mathbb {C} '} galoissch über {\displaystyle \mathbb {R} } mit Galoisgruppe {\displaystyle \{id,\sigma \}}, wobei
{\displaystyle \sigma \colon \mathbb {C} '\rightarrow \mathbb {C} ',~a+bj\mapsto a-bj.}
Nach dem Satz von Skolem-Noether gibt es nun ein {\displaystyle u\in D\backslash \{0\}}, sodass {\displaystyle \forall x\in \mathbb {C} '\colon \,\sigma (x)=uxu^{-1}}. Nun gilt:
- {\displaystyle u^{2}\in \mathbb {R} }. Beweis: Es gilt {\displaystyle u^{2}ju^{-2}=\sigma ^{2}(j)=j}, beziehungsweise {\displaystyle u^{2}j=ju^{2}}. Also folgt {\displaystyle u^{2}\in Z_{D}(\mathbb {C} ')=\mathbb {C} '} und {\displaystyle \sigma (u^{2})=uu^{2}u^{-1}=u^{2}}. Da {\displaystyle \mathbb {C} '} galoissch über {\displaystyle \mathbb {R} } ist, folgt {\displaystyle u^{2}\in \mathbb {R} }.

- {\displaystyle u^{2}<0}. Beweis: Angenommen {\displaystyle u^{2}>0}. Dann gilt {\displaystyle u\in \mathbb {R} } und wegen {\displaystyle \mathbb {R} =Z(D)} auch {\displaystyle -j=\sigma (j)=uju^{-1}=j}. Widerspruch.

Wir erhalten also eine Darstellung {\displaystyle u^{2}=-r^{2}} mit {\displaystyle r\in \mathbb {R} ^{+}}. Unser gesuchter {\displaystyle \mathbb {R} }-Algebrenhomomorphismus {\displaystyle \varphi \colon \mathbb {H} \rightarrow D} wird nun induziert durch
{\displaystyle {\begin{pmatrix}1&0\\0&1\end{pmatrix}}\mapsto 1,\quad {\begin{pmatrix}0&1\\-1&0\end{pmatrix}}\mapsto j,\quad {\begin{pmatrix}i&0\\0&-i\end{pmatrix}}\mapsto ur^{-1},\quad {\begin{pmatrix}0&i\\i&0\end{pmatrix}}\mapsto ur^{-1}j,}
denn es gilt {\displaystyle -j=\sigma (j)=uju^{-1},~uj=-ju}.
Durch das Betrachten der entsprechenden Gruppentafeln folgt die Behauptung.